# SDガンダム GGENERATION
| 1998 | SDガンダム GGENERATION                    |
| 1999 | SDガンダム GGENERATION-ZERO               |
| 2000 | SDガンダム GGENERATION-F                  |
| 2000 | SDガンダム GGENERATION GATHER BEAT        |
| 2001 | .I.F                                      |
| 2001 | SDガンダム GGENERATION GATHER BEAT2       |
| 2002 | SDガンダム GGENERATION NEO                |
| 2002 | SDガンダム GGENERATION モノアイガンダムズ |
| 2002 | SDガンダム GGENERATION-DA                 |
| 2003 | SDガンダム GGENERATION ADVANCE            |
| 2004 | SDガンダム GGENERATION SEED               |
| 2005 | SDガンダム GGENERATION DS                 |
| 2006 | SDガンダム GGENERATION PORTABLE           |
| 2007 | SDガンダム GGENERATION SPIRITS            |
| 2007 | SDガンダム GGENERATION CROSS DRIVE        |
| 2008 |                                           |
| 2009 | SDガンダム GGENERATION WARS               |
| 2010 |                                           |
| 2011 | SDガンダム GGENERATION WORLD              |
| 2011 | SDガンダム GGENERATION 3D                 |
| 2012 | SDガンダム GGENERATION OVER WORLD         |
| 2013 |                                           |
| 2014 |                                           |
| 2015 |                                           |
| 2016 | SDガンダム GGENERATION GENESIS            |
| 2017 |                                           |
| 2018 |                                           |
| 2019 | SDガンダム GGENERATION CROSS RAYS         |
| 2020 |                                           |
| 2021 |                                           |
| 2022 |                                           |
| 2023 |                                           |
| 2024 |                                           |
| 2025 | SDガンダム GGENERATION ETERNAL            |

『SDガンダム GGENERATION』（エスディーガンダム ジージェネレーション）シリーズは、バンダイナムコエンターテインメント（旧：バンダイ→バンダイナムコゲームス）より発売されている「ガンダムシリーズ」を題材としたウォー・シミュレーションゲーム。
通称は「Gジェネ」「ジージェネ」。

## 概要
1998年にPlayStation用ソフトとして第1作『SDガンダム GGENERATION』が発売され、以降様々なハードでシリーズ作品が発売されている。
前身となったのはスーファミターボ用に発売された『SDガンダムジェネレーション』シリーズ（開発はトムクリエイト）でその後同じくトムクリエイト開発の『SDガンダムエモーショナルジャム』も合流させる形でシリーズのシステム形態が確立されていった。2006年8月3日発売の『PORTABLE』より、バンダイのコンピュータゲーム事業を継承したバンダイナムコゲームス（現在のバンダイナムコエンターテインメント）からの発売となった。
同じくガンダムシリーズを題材としたウォー・シミュレーションゲームである『機動戦士ガンダム ギレンの野望』シリーズが戦争全体を取り扱うリアリズム志向の戦略シミュレーションゲームであるのに対して、本シリーズはSDガンダムを媒体としながらも従来のコミカル路線とは一線を画し、ガンダムシリーズの個々の戦いを再現する戦術シミュレーションゲームである。操作が比較的容易なため、シミュレーションゲーム初心者でも楽しめる作りとなっている。また、作品ごとにオリジナル設定のユニットが登場するのも特徴となっている。

## シリーズを通しての特徴
本シリーズは、ゲームシステムがトムクリエイト開発の作品とヴァンガード開発の作品で大きく異なる。また、ストーリー構成の観点から分類すると原作作品のストーリーを再現したステージに自軍が介入するシチュエーションモードを主に採用した作品と、複数の作品のストーリーを元にしてまとめ上げたゲームオリジナルのストーリー展開を行うクロスオーバー作品に分けられる。本記事では便宜上、シリーズ作品のうち家庭用ゲーム機用の作品をトムクリエイト系列とヴァンガード系列に分類して記載する。
宇宙世紀作品に登場する機体の性能は、基本的に年代が進むほど高くなるが、宇宙世紀0110年代以降の小型MS（第2期MS）の性能が原作設定上のスペック値に比べて低く設定されていることが多い。一方、宇宙世紀以外のシリーズ作品に登場する機体は作品間の技術レベルの比較が困難なため、性能がその都度一定ではない。
捕獲
いずれのシリーズ作品にも共通していることは、条件を満たしている敵軍の機動兵器（モビルスーツの他、モビルアーマーや戦闘機など。「ユニット」と総称される）を捕獲することができることである。
捕獲した機体はそのまま自軍の戦力として使うことはもちろん、解体してキャピタル（資金）やパーツにすることもできる。
自軍とゲスト軍
プレイヤーが行動を操作することができるユニットは「ゲスト軍」と「自軍」に分類される。
ゲスト軍はアムロ・レイや連邦兵といった原作作品の主人公やその味方、あるいはライバルとなるキャラクターである。ゲスト軍はステージごとに配置されており、基本的に経験値を得てレベルを上げても次のステージに持ち越されることはない。逆に撃破されたとしても次のステージには何の影響もないが、そのゲスト軍のユニットが撃破されることが敗北条件になっている場合も多い。
自軍はプレイヤーが独自に部隊編成をして戦線に投入し、継続して使用していく部隊である。キャラクターやユニットの経験値は次のステージへと引き継がれる。なお、一定の条件を満たすことで原作キャラクターを自軍に編入して使用することができる作品もある。ただしゲスト軍として登場するステージではそちらが優先され、自軍としての出撃は不可能となっている（『WARS』以降は出撃可能）。

## トムクリエイト系列の特徴
シナリオ
主に原作に沿った展開となっている。『ZERO』までは宇宙世紀の時系列順となる一本道シナリオだったが、『F』『PORTABLE』『SPIRITS』『GENESIS』『CROSS RAYS』ではシナリオが用意されている作品の各シナリオを最初からプレイヤーが選択可能となっている。
捕獲
敵の戦艦を撃破すると、その敵艦に所属していた出撃ユニットは行動不能となり、自軍の戦艦の空き所属枠への捕獲が可能となる。
開発・設計
敵を倒して経験値を得ることで、機体のレベルを上げて別の機体に変化させる「開発」や2つの異なる機体を素材として別の機体を生産リストに加える「設計」により新しい機体を作ることができる。
オリジナルキャラクター
PlayStation作品ではステージによっては、ゲスト軍に「志願兵」が登場する場合がある。この志願兵を最後まで生き残らせたままステージをクリアすると、その志願兵を自軍に編入することができ、オリジナルキャラクターとなる。オリジナルキャラクターは多数登場するが、その中の誰が編入されるかはランダムで決まる。性格は様々で、高い戦闘能力を持つ者もいれば整備や通信といった戦闘以外の能力が高いブリッジ要員もいる。彼らは名前を自由に変更できる他（『WORLD』以降など一部例外あり）、ニュータイプ能力を持たない場合は強化人間にすることも可能（PlayStation 2作品など一部例外あり）。
ゲストキャラクター
PlayStation作品と『SEED』では原作キャラクターを自軍にレンタルすることで、1ステージの間だけ（『SEED』は返却するまで）運用できる。『NEO』ではヴァンガード系列同様にほぼ原作作品の登場人物をプレイヤーが使うことになる。ゲスト軍はいないが、ゲストキャラクターとしてスポット参戦する原作キャラクターは存在する。条件を満たすことで、原作では死亡するキャラクターを自軍に参入させることもできる。また、補充兵としてオリジナルキャラクターが数名登場する。『PORTABLE』では作品シナリオのクリア、『SPIRITS』ではスカウトポイントの蓄積、『WARS』以降は一定の条件を達成して原作キャラクターをスカウトリストに登録することで、自軍にスカウトできるようになった。

## ヴァンガード系列の特徴
シナリオ
ガンダムシリーズ各作品をクロスオーバーさせたオリジナルシナリオを基本としている。主人公が軍人であったり（『モノアイガンダムズ』）、主人公が戦渦に巻き込まれる形であったり（『CROSS DRIVE』）、主人公が設定されていない作品（『GATHER BEAT』『ADVANCE』など）もある。
捕獲
敵機体にダメージを与えてHPを減らしたり複数の味方機で囲むことで捕獲できるが、一般兵の搭乗している機体でないと捕獲できない場合が多い。
開発・分解
キャラクターを育成し、補給ポイントを消費して機体の獲得や強化ができる。主に機体を分解することで入手するパーツを用い他の機体と組み合わせることで新たな機体を獲得できる。設計することはできない。
ゲストキャラクター
ゲスト軍はいないが、ゲストキャラクターとしてスポット参戦するキャラクターは存在する。結果的に、ほぼ原作作品の登場キャラクターをプレイヤーが使うことになる。条件を満たすことで、原作では死亡するキャラクターを自軍に参入させることもできる。
その他
各キャラクターの名台詞を「IDコマンド」として使用し、戦闘時に特殊な効果を得ることができる。「交信」コマンドを実行することで特定の敵キャラクターを寝返らせたり、イベントを進行させることができる。

## トムクリエイト系列
トムクリエイト開発の『SDガンダムジェネレーション』のゲームシステムを引き継いだシリーズ。

### SDガンダム GGENERATION
『SDガンダム GGENERATION』（エスディーガンダム ジージェネレーション）は、1998年8月6日に発売されたPlayStation用ゲームソフト。
『SDガンダム GCENTURY』（ヴァンガード開発）に続くゲームとして約2年の期間を要して開発されたが、ゲームシステムは自社開発のゲームである『SDガンダムジェネレーション』のものを引き継いでいる。
シチュエーションモードは「一年戦争開戦」（『機動戦士ガンダム』のプロローグ）から「第二次ネオ・ジオン抗争」（『機動戦士ガンダム 逆襲のシャア』）までを宇宙世紀の時系列順に、全42ステージが用意されている。ナレーションは鈴置洋孝と大塚周夫が担当。
ステージ構成は主に各原作作品の内容を再現しているが、中にはクロスオーバー的な演出もあり、ア・バオア・クー攻略戦では、ジョニー・ライデン、不死身の第四小隊、ヘンケン・ベッケナー、ラカン・ダカランなど一年戦争に参加していたとされるキャラクターが一堂に会したり、『機動戦士ガンダムΖΖ』のダカール攻防戦ではロンメル隊と青の部隊やマサイ・ンガバが同時に登場する。
登場するユニット数はそれまでのSDガンダムシリーズ最多の470体以上、登場原作キャラクターは160人以上となっている。シチュエーションモードのシナリオは『逆襲のシャア』までだが、機体とキャラクターは『機動戦士ガンダムF91』から『機動新世紀ガンダムX』までの主役級が登場する。シチュエーションモードのクリア後にプレイできるバトルマッチモードでは、これらの作品の主人公をレンタルという形で登場させることができる。また、本作のみヒイロ・ユイが強化人間の扱いになっている。
通常版に同梱されている「PREMIUM DISC」には本作のスペシャルセーブデータや、直近で上映されていた劇場版作品『GUNDAM THE MOVIE』やガンプラ、『機動戦士ガンダム』や『機動戦士Ζガンダム』、『機動戦士ガンダム 逆襲のシャア』『GUNDAM 0079 THE WAR FOR EARTH』といったPlayStationの各種ガンダムゲームのCMムービーが収録されている。

#### 登場作品
- 機動戦士ガンダム
- 機動戦士ガンダム 第08MS小隊
- 機動戦士ガンダム外伝シリーズ
- 機動戦士ガンダム0080 ポケットの中の戦争
- 機動戦士ガンダム0083 STARDUST MEMORY
- 機動戦士Ζガンダム
- 機動戦士ガンダムΖΖ
- 機動戦士ガンダム 逆襲のシャア
- 機動戦士ガンダムF91
- 機動戦士Vガンダム
- 機動武闘伝Gガンダム
- 新機動戦記ガンダムW
- 機動新世紀ガンダムX
- モビルスーツ・バリエーション[注 4]
- MS-X
- Ζ-MSV[注 4]
- ΖΖ-MSV[注 4]
- CCA-MSV[注 4]
- 機動戦士ガンダムダブルフェイク
- 機動戦士ガンダムF90
- 機動戦士ガンダム シルエットフォーミュラ91
- 新機動戦記ガンダムW Endless Waltz
- MSジェネレーション
- 機動戦士ガンダム CROSS DIMENSION
- 機動戦士ガンダム ギレンの野望
- ガンダム・ザ・バトルマスター
- GUNDAM TACTICS MOBILITY FLEET0079

#### 開発（SDガンダム GGENERATION ）
プレイステーションというプラットフォーム向けに開発するにあたり、スタッフの中にはガンダムの魅力の一つである機体の開発系譜をゲームでも公式設定に沿わせて遊ばせようという考えがあった。また、当初はアクションバトルを想定していたが、容量の都合上スーパーロボット大戦シリーズを参考にしたアニメーションに変更された。

### SDガンダム GGENERATION-ZERO
『SDガンダム GGENERATION-ZERO』（エスディーガンダム ジージェネレーション-ゼロ）は、1999年8月12日に発売されたPlayStation用ゲームソフト。
タイトルはこの時点で予定されていた次作（仮称『00』、後の『F』）との繋がり（『0』）を意識して『ZERO』と命名された。
登場するユニット数は700体以上、登場キャラクターは500人以上となっている。シチュエーションモードは、前作から更に『ガンダム・センチネル』『機動戦士ガンダムF91』『機動戦士Vガンダム』のシナリオを追加した全50ステージが用意されている。前作では1ステージのみだった『機動戦士ガンダム 第08MS小隊』『機動戦士ガンダム外伝』『機動戦士ガンダム0080 ポケットの中の戦争』もストーリー全体が収録されており、登場ユニット数約700、全50ステージが用意されている。また、一部のステージは前半戦において特定の条件を満たすことで後半戦に進めるようになっており、実質80近い戦闘をプレイすることができる。また、ゲストユニットのみの操作が可能なキャンペーンモードも用意されており、こちらでは『機動武闘伝Gガンダム』『新機動戦記ガンダムW』『機動新世紀ガンダムX』が各1ステージだけプレイ可能。
本作からシリーズの根幹となる以下のシステムが登場した。
レンタルキャラクターは仕様が変更され、シチュエーションモードにおいてキャピタルを支払うことでクリアしたシナリオのキャラクターを1ステージに限り使用が可能になった。また、特定の機体とパイロットの組み合わせで専用機が登場することもあるため、MSプロフィールを100%にするには欠かせない。なお、レンタルキャラクターには同一人物を同時に複数登場させることは不可能（例えば『1st』のシャア・アズナブルと『Ζ』のクワトロ・バジーナ）という制約がある。また、特定の機体を入手することでそれに応じたキャラクターがレンタルリストに登録されるようになった。
戦艦には艦長の他にブリッジクルーを配置可能になった。例えば操舵能力の高いキャラクターを操舵手にすれば戦艦の回避率が上昇し、整備能力の高いキャラクターを整備士にすれば、搭載した機体のHP・ENの回復量が上昇する。
敵を撃破したり、敵の攻撃を回避することでパイロットのやる気が上昇するテンションシステムが導入された。最高テンションの「超強気」になると攻撃が必ずクリティカルヒットするようになる。戦艦以外のユニットが敵を倒せばボーナスステップが発生し、続けて行動可能になる。
機体のレベルを「ACE」まで上げることで、その機体を生産リストに加えることが可能になるACE登録が導入された。これは主にゲスト軍の機体を入手するために用いる。また、一部ACE登録を利用しないと入手できない機体も登場した。なお本作では生産可能な機体は生産リストに加えないとMSプロフィールに登録されないため、捕獲と開発で入手した機体をMSプロフィールに登録するにはACE登録を利用する必要がある。ACEレベルまで上げた機体を「改造」することでさらなる強化を図ることもできる。
本作のみモビルファイターは一切エネルギーを消費しない他、ガンダムローズのローゼス・ビットが必殺技ではなくサイコミュ兵器の扱いになっているため、搭乗者のジョルジュ・ド・サンドがニュータイプ扱いになっている。以降の作品ではどちらも変更されている。
なお初回版では、MSプロフィールにゾアン、ダギ・イルス（白）、コア・ファイター（Vガンダム）の3機が登録されないため、絶対に100%にはならないというバグがある。『コミックボンボン』の応募者全員サービスでプレゼントされた『スペシャルムービーディスク』と、後に発売された『F.I.F』には、本作のプロフィール100%のプレミアムセーブデータが収録されている。
通常版に同梱されている「機動戦士ガンダム ギレンの野望 ジオンの系譜機密映像DISC特別篇」には、『ジオンの系譜』のムービーや機体解説の他に『サイレントボマー』の体験版も収録されている。
登場声優の扱い
- スレッガー・ロウは、劇場版で同役を演じた井上真樹夫に変更された。

#### 登場作品（ZERO）
- 機動戦士ガンダム
  - 機動戦士ガンダムI
  - 機動戦士ガンダムII 哀・戦士
  - 機動戦士ガンダムIII めぐりあい宇宙
- 機動戦士Ζガンダム
- 機動戦士ガンダムΖΖ
- 機動戦士ガンダム 逆襲のシャア
- 機動戦士ガンダムF91
- 機動戦士Vガンダム
- 機動戦士ガンダム0080 ポケットの中の戦争
- 機動戦士ガンダム0083 STARDUST MEMORY
- 機動戦士ガンダム 第08MS小隊
- 機動武闘伝Gガンダム
- 新機動戦記ガンダムW
- 機動新世紀ガンダムX
- モビルスーツバリエーション[注 4]
- MS-X
- Ζ-MSV[注 4]
- ΖΖ-MSV[注 4]
- CCA-MSV[注 4]
- 機動戦士ガンダムF90[注 6]
- 機動戦士ガンダム シルエットフォーミュラ91
- 機動戦士ガンダムダブルフェイク
- ガンダム・センチネル
- MSジェネレーション
- プラモ狂四郎
- 新機動戦記ガンダムW G-UNIT
- ∀ガンダム[注 7]
- 機動戦士ガンダム CROSS DIMENSION
- 機動戦士ガンダム外伝シリーズ
- ガンダム・ザ・バトルマスター
- 機動戦士ガンダム ギレンの野望

### SDガンダム GGENERATION-F
『SDガンダム GGENERATION-F』（エスディーガンダム ジージェネレーション-エフ）は、2000年8月3日に発売されたPlayStation用ゲームソフト。
『閃光のハサウェイ』をはじめとする小説や『ダブルフェイク』などの漫画といった非映像作品が多数登場し、登場作品38、登場ユニット数は1,000体以上と、まさにこれまでの全てのガンダムシリーズが勢揃いしたような内容になっている。
2001年5月2日にはアペンドディスクに相当する『SDガンダム GGENERATION-F.I.F』が発売された

### SDガンダム GGENERATION NEO
『SDガンダム GGENERATION NEO』（エスディーガンダム ジージェネレーション ネオ）は、2002年11月28日に発売されたPlayStation 2用ゲームソフト。
プラットフォームがPlayStation 2に移行することに伴い、第2世代型のGジェネとして企画された。

#### 内容（NEO）
原作作品のストーリーを再現したこれまでのトムクリエイト系列とは異なり、『GATHER BEAT』のようなゲームオリジナルのリミックスシナリオで物語が展開される。戦闘画面がハードの性能を生かしたリアルタイムレンダリングムービーによる3Dフルポリゴンになったのも特徴。パッケージには「Gジェネシリーズ初のオリジナルシナリオを採用」と書かれてあることから、『GATHER BEAT』をはじめとしたヴァンガード系列は別シリーズとして扱われていると言える。ナレーションは中田譲治が担当。
『SDガンダム英雄伝』からは騎士ガンダムと武者ガンダムが、当時放送中だった『機動戦士ガンダムSEED』からストライクガンダムとイージスガンダムが、『モノアイガンダムズ』からシスクードがそれぞれ登場するが、ユニットのみであり、キャラクターは一切登場しない。
新システムが導入されており、パイロットのテンションが超強気になると使えるスペシャルアタック、武器の射程を近・中・遠の3種に変更、武装数の増加、攻撃可能回数に関わるリミットブロック、1フェイズ内での行動回数に関わるチーム速度などがある。これまでのターン制に代わってイニシアチブ制が採用された。これに伴い、新たに導入された機動値で機体の行動順が決まることになった。キャラクター面では、これまでのニュータイプレベルに代わって覚醒値というステータスが登場。この値が一定以上に達すると、ファンネルなどのサイコミュ兵器を使用することが可能となる。数値は原作作品の描写に準じており、ニュータイプは高く、オールドタイプは0、ニュータイプ能力を持っていたのではないかという意見があるキャラクターは僅かな数値となっている。また、本作と次作『SEED』では、オールレンジ攻撃はショットクローなどの一部を除き宇宙空間でしか使用することができない。ガンダムファイトモードは1対1のオートバトルに変更されている。
その反面、登場作品数自体が非映像作品を中心に『F.I.F』までから大きく削られ、残った作品の機体もメジャーなものは登場するものの相当数が削除されており、前作までと比較して機体の開発系統がかなり変化している。
なお本作品のストーリー上ではオリジナルキャラクターはエゥーゴ所属という設定のため、バストアップの顔グラフィックでは大半が、パイロットカットインでは全員がエゥーゴのノーマルスーツ、あるいはカラバのジャケットを着用している。

#### ストーリー（NEO）
地球からの独立を宣言したジオン公国に対して地球連邦軍は人型機動兵器MSの登場によって開戦より圧倒差を付けられるも、反攻の一手として独自のMS開発に成功し、ジオンを追い詰めていった。起死回生の策としてジオン軍はコロニー落としを仕掛け、連邦軍はこれを阻止すべく宇宙艦隊を集結させる。連邦の抵抗むなしくコロニーは地球へ落ちたが、ジオンの逆転は成らず人類史上初の宇宙戦争は終結した。それから数年後、弱体化した連邦軍内部の保守派からスペースノイド粛清を掲げるティターンズが結成され、軍事秘密結社OZの協力を得て勢力を拡大した。彼らの独裁に反発したザンスカール帝国がジオンに続いて独立を宣言し、地球に侵攻部隊を送り込んでいた。悪化を辿る情勢の中、連邦には改革派のエゥーゴも存在したが、発言力は弱く前大戦の旧式兵装で凌いでいる有様だった。エゥーゴに属するアーガマ隊は現状を打破すべく3機の新型MSを受け取るためトリントン基地へ向かうも、その内のガンダム試作2号機を狙うジオン残党の襲撃を受ける。
ガンダム試作2号機の強奪を阻止できたか否かによって、その後の展開が分岐する。

#### 登場作品（NEO）
- 機動戦士ガンダム
- 機動戦士ガンダム 第08MS小隊
- 機動戦士ガンダム0080 ポケットの中の戦争
- 機動戦士ガンダム0083 STARDUST MEMORY
- 機動戦士Ζガンダム
- 機動戦士ガンダムΖΖ
- 機動戦士ガンダム 逆襲のシャア
- 機動戦士ガンダムF91
- 機動戦士Vガンダム
- 機動武闘伝Gガンダム
- 新機動戦記ガンダムW
- 機動新世紀ガンダムX
- ∀ガンダム
- プラモ狂四郎
- モビルスーツ・バリエーション
- GUNDAM SENTINEL
- CCA-MSV
- 機動戦士クロスボーン・ガンダム
- 新機動戦記ガンダムW Endless Waltz
- 機動戦士ガンダムSEED
- SDガンダム GGENERATION モノアイガンダムズ
- SDガンダム英雄伝

#### 評価（NEO）
発売前の評価
本作は、第6回CESA GAME AWARDSにおける来場者・プレス投票部門「GAME AWARDS FUTURE」に選出された。

### SDガンダム GGENERATION SEED
『SDガンダム GGENERATION SEED』（エスディーガンダム ジージェネレーション シード）は、2004年2月19日に発売されたPlayStation 2用ゲームソフト。
予約特典は描き下ろしのB2ポスター。
ゲームシステムは前作『NEO』のものを踏襲しており、『ガンダムSEED』から機体とキャラクターの大半が新たに登場している。SEEDステージのナレーションは三石琴乃、それ以外のステージのナレーションは鈴置洋孝が担当。
『ガンダムSEED』のストーリーをフルボイスで再現し、ゲーム初心者にも配慮したシチュエーションモード15ステージ（操作できるのはゲストユニットのみで生産・開発など自軍オリジナル部隊の編成、出撃はできない）と、『ガンダムSEED』以外も含めた原作各作品のパラレルシチュエーション的ステージをプレイするジェネレーションモード25ステージ（内、シチュエーションモードから敵ユニットが増えたSEEDステージが15）がある。また、ジェネレーションモードのSEEDステージでは、難易度が「シチュエーション」だと自軍オリジナル部隊は出撃させることができないが、「シチュエーション」を一度クリアすることで出現する「ノーマル」の難易度からは自軍部隊の出撃が可能になる。さらに、難易度が最高の「スペシャル」になると敵機体の性能が強化され、他作品の機体とキャラクターが各ステージに出現するクロスオーバー要素もある。
ギャラリーモードでは作中で使用されたものを鑑賞できるプロフィールモード、シアターモードやBGMモードの他、『ガンダムSEED』の世界観や用語を説明した「キーワードイントロダクション」、原作全50話のストーリーダイジェストを閲覧できる「ストーリーイントロダクション」があるSEEDツアーモードが搭載されている。

#### 登場作品（SEED）
- 機動戦士ガンダム
- 機動戦士ガンダム 第08MS小隊
- 機動戦士ガンダム0083 STARDUST MEMORY
- 機動戦士Ζガンダム
- 機動戦士ガンダムΖΖ
- 機動戦士ガンダム 逆襲のシャア
- 機動戦士Vガンダム
- 新機動戦記ガンダムW Endless Waltz
- 機動戦士ガンダムSEED
- プラモ狂四郎
- 機動戦士ガンダム0080 ポケットの中の戦争
- モビルスーツ・バリエーション
- GUNDAM SENTINEL
- CCA-MSV
- 機動戦士ガンダムF91
- 機動戦士クロスボーン・ガンダム
- 機動武闘伝Gガンダム
- 新機動戦記ガンダムW
- 機動新世紀ガンダムX
- ∀ガンダム
- ガンダムSEED MSV
- 機動戦士ガンダムSEED ASTRAY
- SDガンダム GGENERATION モノアイガンダムズ
- SDガンダム英雄伝

### SDガンダム GGENERATION PORTABLE
『SDガンダム GGENERATION PORTABLE』（エスディーガンダム ジージェネレーション ポータブル）は、2006年8月3日に発売されたPlayStation Portable用ゲームソフト。
本作から『OVER WORLD』までバンダイナムコゲームスからの発売となった。予約特典は、過去のGジェネシリーズのオープニングムービーやプロモーションムービー、ゲーム未収録ムービーを収録したDVD「SDガンダム GGENERATION PORTABLE プレミアムディスク」。
当初は『F』のPSP移植版（仮称『FX』）として企画されていたが、状況の変化に伴い新作として開発された。
『F』のシステムをベースにしており、6年ぶりにシチュエーションモードが復活した。PSPの画面（16:9）を生かして戦闘シーンの画面が敵味方で2分割になり、左右で同時に動くようになったのも特徴。ただし、シナリオが収録されているのは映像作品のみとなっており、小説や漫画出典の作品はシナリオが一切用意されておらず、ユニットやキャラクターのみの登場となっている。『∀』のシナリオが本格的に収録され、『機動戦士ガンダムSEED DESTINY』がシリーズ初登場となった。また「機動戦士ガンダムSEED ASTRAYシリーズ」の機体やキャラクターも多数登場する他、『ADVANCE OF Ζ ティターンズの旗のもとに』からガンダム・ヘイズル、『機動戦士ガンダム MS IGLOO 1年戦争秘録』からヅダが登場する。
新システムとして、ダブルカットイン（味方と敵の双方が主要キャラクターの戦闘のみ、戦闘アニメーションの開始前に両者の音声カットインが出てくる）や、範囲内の援護が可能なマスターユニット、一部の戦艦のみ使用できる一斉射撃（戦艦の種類によって、狙える敵の数が異なる）、ステージクリア時のランクによって異なるオプションパーツを獲得できる「ハロスコア」がある。
CGムービーは、第1作『GGENERATION』から『SEED』までで使用されたものに、新作ムービー9本（オープニングムービーを含む）を加えた、合計70本（約1時間）が収録されている。このうち、画面アスペクト比が変更されたため従来作からのムービーは16:9サイズへ上下カットリサイズが行われ、『SEED』の一部ムービーは『DESTINY』の内容に合わせてムウ・ラ・フラガの死亡を示唆する描写が削除されている。
登場するユニット数はシリーズ最多の1,100体強、登場キャラクターは750人以上となっている。しかし、コズミック・イラ作品から多数の機体が加わった一方で、『THE BLUE DESTINY』『センチネル』『閃光のハサウェイ』『クロスボーン・ガンダム』を除く非映像作品に登場する機体やキャラクターはほとんど登場しない。Gジェネオリジナル機体は、PlayStation作品で登場した機体のみ収録され、『GATHER BEAT』『NEO』以降からの機体は登場しない。
ステージ数も『F』に比べると大幅に削られている（前述の通り映像作品のシナリオしかない上、1作品あたりのステージ数も減少している）が、前作『SEED』のメインだった『ガンダムSEED』と当時の最新作品かつ初登場の『DESTINY』は、他作品より比較的多くのステージが用意されている。
本作では志願兵は一切登場せず、初期状態で『F』までに志願兵として登場していたオリジナルキャラクターが自軍に16名編入されている。そして任意作品のシナリオをクリアすると、その作品の主要キャラクターが自軍に追加される。追加される人数はそのシナリオのステージ数に比例する傾向がある。また、過去作のレンタルキャラクター同様、特定の機体を入手することで追加されるキャラクターもいる他、同一人物を複数登場させることはできないという制約がある。複数作品に登場したキャラクターは、容姿を各作品のものから選択することができる。なお、カットインで流れるキャラクター音声の大半は過去のシリーズや『機動戦士ガンダムSEED DESTINY GENERATION of C.E.』で使用されたものを流用しているが、一部本作のために新録された音声もある。
いくつかのユニットは、記載されているアビリティと実際に使用可能なコマンドが矛盾している（例えばプロヴィデンスガンダムはステータス上では「ビームシールド防御可能」となっているが、実際は防御行動そのものが取れない）。

#### 登場作品（PORTABLE）
- 機動戦士ガンダム（劇場版）
- 機動戦士ガンダム 第08MS小隊
- 機動戦士ガンダム0080 ポケットの中の戦争
- 機動戦士ガンダム0083 STARDUST MEMORY
- 機動戦士Ζガンダム
- 機動戦士ガンダムΖΖ
- 機動戦士ガンダム 逆襲のシャア
- 機動戦士ガンダムF91
- 機動戦士Vガンダム
- 機動武闘伝Gガンダム
- 新機動戦記ガンダムW
- 機動新世紀ガンダムX
- ∀ガンダム
- 機動戦士ガンダムSEED
- 機動戦士ガンダムSEED DESTINY
- MSV
- MS-X
- M-MSV
- 機動戦士ガンダム外伝
- 機動戦士ガンダム MS IGLOO 1年戦争秘録
- ADVANCE OF Ζ ティターンズの旗のもとに
- Ζ-MSV
- GUNDAM SENTINEL
- ΖΖ-MSV
- CCA-MSV
- 機動戦士ガンダム 閃光のハサウェイ
- 機動戦士ガンダムF90
- 機動戦士クロスボーン・ガンダム
- 新機動戦記ガンダムW Endless Waltz
- 機動戦士ガンダムSEED ASTRAY[注 8][注 9]
- 機動戦士ガンダムSEED X ASTRAY[注 9]
- GUNDAM WEAPONS
- SDガンダムワールド ガチャポン戦士 スクランブルウォーズ
- SDガンダムGX
- 機動戦士ガンダム ギレンの野望
- 機動戦士ガンダム CROSS DIMENSION 0079
- GUNDAM TACTICS MOBILITY FLEET0079
- ガンダム・ザ・バトルマスター

### SDガンダム GGENERATION SPIRITS
『SDガンダム GGENERATION SPIRITS』（エスディーガンダム ジージェネレーション スピリッツ）は、2007年11月29日に発売されたPlayStation 2用ゲームソフト。
基本的なゲームシステムは『PORTABLE』のものを踏襲している。本作に収録されているのは宇宙世紀を舞台とする作品のみ（『1st』から『V』まで）である。全てのユニットグラフィックを新規に描き直し、これまで一律1スクウェアで表示されていた戦艦や大型MS・MAのマップ上表示が大型化したり、特定の機体とキャラクターの組み合わせで発生するコクピットカットインの導入、超強気状態で敵を撃破すると発動する超一撃、戦艦の急所を狙うことで大ダメージを与えることができるピンポイントアタック、ハロランクに応じて獲得できるスカウトポイント（ポイントに応じて原作キャラクターをスカウトキャラとして参入）など、新機軸が多数盛り込まれている。特に戦艦は、被弾部位によるダメージ量の変化、MS発進口（カタパルト）の設定、向きによる移動力の変化（前進は得意だが、平行移動や後退は不得意）など、従来作までよりも大幅な個性化がなされた。さらに戦闘・ストーリーパートが一部分を除いてフルボイス化されるなど演出面も強化されている。

### SDガンダム GGENERATION WARS
『SDガンダム GGENERATION WARS』（エスディーガンダム ジージェネレーション ウォーズ）は、2009年8月6日に発売されたPlayStation 2・Wii用ゲームソフト。
据え置き機シリーズでは初めて任天堂ハードで発売され、Gジェネシリーズ初のダブルプラットフォームとなった。予約特典は登場作品の解説が記載された「SDガンダム GGENERATION WARS プレイヤーズバイブル」。
Gジェネシリーズ10周年タイトルとして企画され、第1作『GGENERATION』と同じ8月6日に発売された。ゲームタイトルは多種多様な作品のユニットやキャラクターがお祭りのような雰囲気で交錯していくことから『WARS（大戦）』と命名された。
本作では宇宙世紀以外を舞台とする作品も再度収録されており、『機動戦士ガンダムSEED C.E.73 STARGAZER』『機動戦士ガンダム00』が初登場となる。基本的なゲームシステムは『SPIRITS』のものを踏襲している。
シチュエーションモードは、『1st』から『V』までの宇宙世紀「オリジン・ジェネレーション」、『G』から『∀』までの「アナザー・ジェネレーション」、『ガンダムSEED』から『00（ファーストシーズン）』までの「ニュー・ジェネレーション」の3種類に分けられている。また、各シナリオを全てクリアするとエクストラステージが追加される。各シナリオは原作ストーリーを抜粋したものとして扱われており、ナレーションは平川大輔が担当。
ゲストユニットのレベルが廃止されたことでACE登録が不可能となり、代わってキャピタルを支払うことで自軍の機体を同レベルの別機体に変更できる「交換」が導入された。ユニットグラフィックは『SPIRITS』に登場したものも一部が新たに描き直されており、オリジナルキャラクターもデザインが全て刷新されている。また、各映像作品の主人公の中からマスターキャラクターを選択するとそのキャラクターに応じた、オリジナル機よりも性能を抑えたベーシック機が入手できる。マスターキャラクターを選択することで選んだマスターの登場作品に関するキャラクターをスカウト（購入）できるようになる。
『SPIRITS』ではステージ中の敵増援の条件はプレイヤーに事前に告知されることはなかったが、本作ではステージ開始時にその条件がウォーズブレイクという形で提示される。これを満たすと敵増援が出現するが、満たさずに増援を出現させないままステージをクリアすることも可能である。エクストラステージを除きウォーズブレイクは1ステージに最大2回発生させることができるが、少なくとも1回は出現する増援が他作品のキャラクター・ユニットになっている。なお、ステージ初期では基本的に各作品の原作展開が再現されているが、中にはホワイトベースが発射準備中のソーラ・レイの眼前に配置されたステージなど例外もある。この他には、敵の攻撃から味方ユニットを庇う支援防御、戦艦とともに連携攻撃する援護射撃が新たに追加されている。『PORTABLE』『SPIRITS』にあったハロスコア、ハロランクは廃止された。
フラッシュカットインが随所で挿入されるなどキャラクター演出が強化され、更にキャラクターアビリティの導入により、キャラクターの個性化が図られた。本作からマスターユニットは戦艦からも出撃できるようになり、オプションパーツも購入可能になった。他にもユニットがダメージを受けた時、格闘攻撃を受けた場合は態勢を立て直し、BEAM射撃3の攻撃を受けた場合は機体がショートするという演出が新たに描かれた。
『SPIRITS』と異なり明確な形での最終ボスというものは存在しない。「ジェネレーション・システム」がエクストラステージのキーワードとなっており、それぞれのステージでエギーユ・デラーズ、マリーメイア・クシュリナーダ、ギルバート・デュランダルがその存在を示唆し「世界を統括する存在」「世界を歪ませる存在」などと発言している。エクストラステージを3つクリアすると月面で「ジェネレーション・システム」と戦うオリジナルの展開になり「ジェネレーション・システム」が送り込むモビルスーツ群、そして最後に謎の機体「0ガンダム」（『00』に登場する0ガンダムとは別の機体）と戦うことになる。
ユニットの仕様変更
- ガンダムのビームジャベリン、ハイパーバズーカやバウンド・ドックのビームサーベルなどの武装が新たに追加された。
- ザクIIはF型とJ型が統合され、武装にクラッカーが追加された。
- 一部のMAP兵器が通常武装としても使用できるようになった。
- 一部の可変MSの変形機能、ビームローターを使うMSの着地機能、ハード・ポイント・システムが削除された。
- EXAMシステムを搭載したMSの起動コマンドが削除され、代わりに特殊格闘として武装に追加された。
- ∀ガンダムやフェニックスガンダムに能力解放版が追加された。

#### 登場作品（WARS）
下記の登場作品以外にも、キャラクターや機体が登場せずクレジットもされていないが、『新機動戦記ガンダムW外伝 右手に鎌を左手に君を』のようにオプションパーツの出典元となっている作品がある。
- 機動戦士ガンダム（劇場特別版）
- 機動戦士ガンダム 第08MS小隊
- 機動戦士ガンダム0080 ポケットの中の戦争
- 機動戦士ガンダム0083 STARDUST MEMORY
- 機動戦士Ζガンダム（劇場版）
- 機動戦士ガンダムΖΖ
- 機動戦士ガンダム 逆襲のシャア
- 機動戦士ガンダムF91
- 機動戦士Vガンダム
- 機動武闘伝Gガンダム
- 新機動戦記ガンダムW
- 新機動戦記ガンダムW Endless Waltz
- 機動新世紀ガンダムX
- ∀ガンダム
- 機動戦士ガンダムSEED[注 9]
- 機動戦士ガンダムSEED DESTINY
- 機動戦士ガンダムSEED C.E.73 STARGAZER
- 機動戦士ガンダム00[注 10]
- 機動戦士ガンダム MS IGLOO 1年戦争秘録
- 機動戦士ガンダム MS IGLOO 黙示録0079
- 機動戦士ガンダム外伝 THE BLUE DESTINY
- 機動戦士ガンダム外伝 宇宙、閃光の果てに…
- ジオニックフロント 機動戦士ガンダム0079
- ADVANCE OF Ζ ティターンズの旗のもとに
- ガンダム・センチネル
- 機動戦士ガンダム 閃光のハサウェイ
- 機動戦士ガンダムF90
- 機動戦士ガンダム シルエットフォーミュラ91
- 機動戦士クロスボーン・ガンダム
- 機動戦士クロスボーン・ガンダム スカルハート
- 機動戦士クロスボーン・ガンダム 鋼鉄の7人
- MSV
- MS-X
- Ζ-MSV
- CCA-MSV
- SDガンダムワールド ガチャポン戦士 スクランブルウォーズ
- SDガンダムGX
- 機動戦士ガンダム CROSS DIMENSION 0079 死にゆく者たちへの祈り
- 機動戦士ガンダム 戦場の絆

### SDガンダム GGENERATION WORLD
『SDガンダム GGENERATION WORLD』（エスディーガンダム ジージェネレーション ワールド）は、2011年2月24日に発売されたPlayStation Portable・Wii用ゲームソフト。
携帯機と据え置き機のダブルプラットフォームで発売された。予約特典は『ガンダムエース』と本シリーズがコラボレーションしたオリジナルコミック「Gジェネエース」。限定版の「コレクターズパック」には、シャア・アズナブルの心情描写を同役の声優池田秀一の朗読と原作アニメーションで綴ったDVDソフト「GUNDAM LIVE ENTERTAINMENT 赤の肖像〜シャア、そしてフロンタルヘ〜」と、その進行台本が同梱されている。また、本作の主題歌を川添智久と鵜島仁文からなるユニット「TOP GUN」と米倉千尋の3名による、スペシャルユニットが手掛けた。
基本的なゲームシステムは前作『WARS』のものを踏襲している。
『MS IGLOO』『閃光のハサウェイ』『クロスボーン・ガンダム』を題材としたステージが復活しているほか、『ASTRAY』『00』のセカンドシーズンがシリーズで本格的に収録され、『THE BLUE DESTINY』『F90』、『クロスボーン・ガンダム』の続編である『鋼鉄の7人』、『X ASTRAY』もブレイクストーリーで登場する。また、『機動戦士ガンダム戦記 BATTLEFIELD RECORD U.C.0081』『機動戦士ガンダムUC』が新たに収録されている。また、『機動戦士ガンダム00 -A wakening of the Trailblazer-』、当時放送中だった『SDガンダム三国伝 BraveBattleWarriors』などからも一部の機体やキャラクターが登場する。
今まで戦艦のみ可能だったマルチロックオンが一部の機体でも可能になり、MAP兵器は一部を除いて味方ユニットに当たらなくなった。戦闘演出の簡略化に伴いコクピットカットインが廃止され、代わりに特定のユニットとキャラクターの組み合わせで特殊演出が発生するスペシャル攻撃が大幅に追加された。また、本作から成長タイプを選択できるマイキャラクターの作成が可能になり、原作キャラクターの出撃制限が撤廃されてキャラクターアビリティが選択式になるなど、キャラクター運用の幅が広がった。
前作までの各原作作品ごとに再現していたマルチシチュエーションモードに代わって、本作ではワールドツアーが用意され、Gジェネレーションワールドという世界観のシナリオを遊ぶことができる。『WARS』にあったウォーズブレイクもジェネレーションブレイクと名を変え、一定のチャレンジミッションをクリアすると、ジェネレーションブレイクとはまた別作品のキャラクター・ユニットが登場するシークレットミッションが発生する。
ワールドツアーをクリアしていくと、ハルファスガンダムを巡るオリジナルストーリーを中心としたエクストラステージへ突入する。そして全てのエクストラステージをクリアすると、ファイナルステージへと進んでいく。そこでは『WARS』のものとは異なる地球の「ジェネレーション・システム」が物語の根底にあり、アプロディアと共にジェネレーション・システムの謎を突き詰めていく展開となる。
ユニットの仕様変更
- ユニットサイズが一部変更になり、『WARS』までに登場した2×2の4スクウェア占有する2Lサイズが1スクウェア占有のLサイズ、3×3の9スクウェア占有するXLサイズに変更された。また、9スクウェア占有する3LサイズがXLサイズに、ユニットによって占有スクウェアが変わる4LサイズがXXLサイズに呼称が変更された。
- BEAM射撃1、2、3の区別がなくなり、BEAM射撃と貫通BEAM射撃の2種類に変更となった。
- ユニットのレベルアップ時のアビリティアップボーナスが、パイロットのレベルアップによる上昇の変化からユニットレベル20以上からの上昇となった。
- トランザムシステム起動コマンドがダブルオーライザーとプトレマイオス2を除き廃止され、特殊攻撃扱いとなった。
- マスターキャラクター選択時に入手できるベーシック機の基本性能（HP、攻撃力、防御力、機動力、移動力など）が統一された。

#### ストーリー（WORLD）
突如世界中に「アプロディア」と名乗る女性からの信号が流れ始めた。それと同時に世界に偽りの世界を創り出すという「ワールドシグナル」が鳴り始める。アプロディアからの信号を受け取った刹那・F・セイエイ達ソレスタルビーイングのプトレマイオスチームは彼女が示したポイントへと向かう。その時フル・フロンダル率いる「袖付き」らと遭遇し、ユニコーンガンダムを駆るバナージ・リンクスと共闘する。刹那達は戦闘に介入してきたキラ・ヤマト、アスラン・ザラとも協力して、途中乱入してきたアロウズを含め何とか敵を撃退する。その直後に再びアプロディアから、「ワールドシグナルを操るのはハルファスガンダムであり、それを止めることでワールドシグナルも止む」という信号が送られる。欺かれた世界を舞台に、様々な時代やガンダムのパイロットを巻き込んだ戦いが幕を開ける。

#### オリジナルキャラクター（WORLD）
アプロディア・ニューロ
声：園崎未恵
本作のヒロイン的な存在で、世界中にワールドシグナルとハルファスガンダムの存在を教えた女性。女神を思わせる風貌をしており、世界中の人間が自らの力で未来を切り開いてほしいと願っている。それゆえに世界を歪ませる存在であるワールドシグナルとハルファスの停止を各世界のガンダムパイロット達に託した。
彼女の正体はハルファスを使ってワールドシグナルを生み出した存在「ジェネレーション・システム」を形成するデータの集合体「ニューロ」を統括、管理する「ニューラル・ネットワーク・アプロディア」であり、彼女もジェネレーション・システムの一部である。突如暴走を始めたジェネレーション・システムを止めようとしたが逆にシステムから遮断されてしまう。
ハルファスガンダムは本来アプロディアの認証コードで動く機体であり、ハルファスの暴走を止めた後はアプロディアがハルファスを操作し、プレイヤー部隊と共にジェネレーション・システムの最深部へと進撃する。
『OVER WORLD』『GENESIS』『CROSS RAYS』にも登場する。『OVER WORLD』ではジェネレーション・システムを掌握しようとするコード・アメリアスに肉体データを奪われてしまう。精神データをアービィに移植した彼女はコード・フェニックスと出会い、ワールド・コアの解除コードから肉体データを取り戻す。

#### 登場作品（WORLD）
- 機動戦士ガンダム（劇場特別版）
- MSV
- MS-X
- 機動戦士ガンダム 第08MS小隊
- 機動戦士ガンダム MS IGLOO
  - 機動戦士ガンダム MS IGLOO 1年戦争秘録
  - 機動戦士ガンダム MS IGLOO 黙示録0079
- 機動戦士ガンダム外伝 THE BLUE DESTINY
- ジオニックフロント 機動戦士ガンダム0079
- 機動戦士ガンダム外伝 宇宙、閃光の果てに…
- 機動戦士ガンダム0080 ポケットの中の戦争
- 機動戦士ガンダム戦記 BATTLEFIELD RECORD U.C.0081
- 機動戦士ガンダム0083 STARDUST MEMORY
- ADVANCE OF Ζ ティターンズの旗のもとに
- 機動戦士Ζガンダム（劇場版）
- Ζ-MSV
- ガンダム・センチネル
- 機動戦士ガンダムΖΖ
- 機動戦士ガンダム 逆襲のシャア
- CCA-MSV
- M-MSV
- 機動戦士ガンダムUC[注 11]
- 機動戦士ガンダム 閃光のハサウェイ
- 機動戦士ガンダムF90[注 6]
- 機動戦士ガンダム シルエットフォーミュラ91
- 機動戦士ガンダムF91
- F91-MSV
- 機動戦士クロスボーン・ガンダム
- 機動戦士クロスボーン・ガンダム スカルハート
- 機動戦士クロスボーン・ガンダム 鋼鉄の7人
- 機動戦士Vガンダム
- 機動武闘伝Gガンダム
- 新機動戦記ガンダムW
- 新機動戦記ガンダムW Endless Waltz
- 機動新世紀ガンダムX
- ∀ガンダム
- 機動戦士ガンダムSEED[注 9]
- 機動戦士ガンダムSEED ASTRAY
- 機動戦士ガンダムSEED X ASTRAY
- 機動戦士ガンダムSEED DESTINY
- 機動戦士ガンダムSEED C.E.73 STARGAZER
- 機動戦士ガンダム00
- 劇場版 機動戦士ガンダム00 -A wakening of the Trailblazer-[注 12]
- SDガンダムワールド ガチャポン戦士 スクランブルウォーズ
- SDガンダムGX
- 機動戦士ガンダム ギレンの野望
- 機動戦士ガンダム CROSS DIMENSION 0079 死にゆく者たちへの祈り
- 機動戦士ガンダム 戦場の絆
- SDガンダム三国伝 BraveBattleWarriors

#### 主題歌（WORLD）
オープニングテーマ「Naked Soul」
作詞：米倉千尋 / 作曲：川添智久・鵜島仁文 / 歌：TOP GUN × 米倉千尋
エンディングテーマ「Just a Revolution」
作詞：米倉千尋 / 作曲：川添智久・鵜島仁文 / 歌：TOP GUN × 米倉千尋
挿入歌「ガンダムに愛を込めて」
作詞：渡辺なつみ / 作曲：夢野真音 / 歌：米倉千尋

### SDガンダム GGENERATION 3D
『SDガンダム GGENERATION 3D』（エスディーガンダム ジージェネレーション スリーディー）は、2011年12月22日に発売されたニンテンドー3DS用ゲームソフト。
初回版には特典として『ガンダムトライエイジ』でも使用可能なガンダムAGE-1ノーマルのARカード、限定版である「PREMIUM BOX」には初回版特典に加えて特製の「シャア専用ニンテンドー3DS」とシャア専用ザクIIのARカードが同梱されている。
キャッチコピーは「介入せよ！まだ見ぬ歴史を君の手に!!」。シリーズでは初の「複座システム（1機のユニットにメインパイロットとサブパイロットが搭乗可能）」と「スーパーロボット大戦シリーズ」で使われている「精神コマンド」が導入されている。また、本シリーズの任天堂携帯機用ゲーム作品でキャラクターの音声が出るのも初である。
『模型戦士ガンプラビルダーズ ビギニングG』や当時放送中だった『機動戦士ガンダムAGE』が初登場となるが、それまでのシリーズと比べると機体やキャラクターの数は大幅に減少している。
本作では『WORLD』同様にオリジナルストーリーによるシナリオが展開し、宇宙世紀中心のルートとそれ以外の作品中心のルートが用意されている。特定のステージをクリアしていくと、条件を満たすことでシナリオの核心に迫るEXステージと高難易度のシークレットステージが出現する。
『WORLD』からジェネレーションブレイクやチャレンジミッションといった要素は引き継がれているが、本作ではゲームシステムが大きく変更されており、それまでのシリーズにあった「設計」や「交換」が廃止されて「開発」に統一された。また、レベルアップ時のボーナスポイントを割り振らずに開発後に持ち越せるようになった。「開発」以外でユニットを生産登録するには「解析」を行い、リストに登録する必要がある。また、3DSカメラを使用して各種メディアで公開されていたAR・QRコードを読み取ることで、機体の3Dモデルを鑑賞できたり、通常のユニットより性能の高い特殊機体やボーナスアイテムを手に入れることができる。また、複数作品に登場するキャラクターは統一されて容姿変更式となり、別作品の同一人物を同時に複数登場させることは不可能になった。
パッケージイラストは当初、ガンダムAGE-1を中心に従来通りSDのMSのみが描かれたものだったが、発売の約1か月前になって現在のもの変更され、シリーズで初めてパッケージにパイロット（『逆襲のシャア』のアムロ・レイとシャア・アズナブル、および『00』の刹那・F・セイエイ）が描かれた作品となった。なお、変更前のイラストは取扱説明書の表紙に採用されている。
ユニットの仕様変更
- 一部のMSに導入されていた超強気以上によるユニットのパワーアップが削除された。
- ダブルオーライザーのトランザムシステム起動コマンドが廃止され、特殊攻撃扱いとなった。
- 専用機が廃止された。

#### ストーリー（3D）
とある世界の地球において、突如現れた地球外生命体「ELS」と紫色に輝く謎の彗星、謎のMS「バルバトス・ミラージュ」の出現によって世界は混沌と化す。その裏ではある男が自分の野望のためにある計画を発動させようとしていた。

#### 登場作品（3D）
- 機動戦士ガンダム（劇場特別版）
- 機動戦士ガンダム 第08MS小隊
- 機動戦士ガンダム0080 ポケットの中の戦争
- 機動戦士ガンダム0083 STARDUST MEMORY
- 機動戦士Ζガンダム（劇場版）
- 機動戦士ガンダムΖΖ
- 機動戦士ガンダム 逆襲のシャア
- 機動戦士ガンダムUC[注 14]
- 機動戦士ガンダムF91
- 機動戦士クロスボーン・ガンダム
- 機動戦士Vガンダム
- 機動武闘伝Gガンダム
- 新機動戦記ガンダムW
- 新機動戦記ガンダムW Endless Waltz
- 機動新世紀ガンダムX
- ∀ガンダム
- 機動戦士ガンダムSEED
- 機動戦士ガンダムSEED DESTINY
- 機動戦士ガンダムSEED C.E.73 STARGAZER
- 機動戦士ガンダム00
- 劇場版 機動戦士ガンダム00 -A wakening of the Trailblazer-
- 模型戦士ガンプラビルダーズ ビギニングG
- 機動戦士ガンダムAGE[注 15]
- 機動戦士ガンダム戦記 Lost War Chronicles
- CCA-MSV
- 機動戦士クロスボーン・ガンダム 鋼鉄の7人
- SDガンダムGX

### SDガンダム GGENERATION OVER WORLD
『SDガンダム GGENERATION OVER WORLD』（エスディーガンダム ジージェネレーション オーバーワールド）は、2012年9月27日に発売されたPlayStation Portable用ゲームソフト。
シリーズ初となる過去作（『WORLD』）の直接的な続編として開発された。本作では『WORLD』で触れられていた「ジェネレーション・システム」をより深く掘り下げるため、「ワールドツアー」と「ワールドコア」の2つに分かれ、両方をクリアすると最終シナリオである「オーバーワールド」に突入する。特殊なものを除く全てのキャラクターアビリティが選択可能になり、マスターキャラクターのみが使用できる「マスタースキル」が追加された。

### SDガンダム GGENERATION GENESIS
『SDガンダム GGENERATION GENESIS』（エスディーガンダム ジージェネレーション ジェネシス）は、2016年11月22日に発売されたPlayStation 4・PlayStation Vita用ゲームソフト。2018年4月26日にはNintendo Switch用に『SDガンダム GGENERATION GENESIS for Nintendo Switch』が発売された。
本シリーズ初のHD化作品ということで、ユニットのモデリングが一新され、フル3DCGによる演出も採用された。これに対応するための第4世代型のGジェネとしてゲームエンジン開発を一から行ったため、前作『OVER WORLD』から4年ぶりの発売となった。発表当初はPlayStation 3でも発売を予定していたが、PS3版は発売中止になった。
「宇宙世紀」を主題とした『SPIRITS』をベースとして宇宙世紀を舞台とする『1st』から『UC』までから約650体以上の機体が登場している。

### SDガンダム GGENERATION CROSS RAYS
『SDガンダム GGENERATION CROSS RAYS』（エスディーガンダム ジージェネレーション クロスレイズ）は、2019年11月28日に発売されたPlayStation 4・Nintendo Switch・Microsoft Windows（Steam）用ゲームソフト。
Windows版の発売は『DA』以来となる。PS4版・NSW版の早期購入特典として、『モノアイガンダムズ』移植版のダウンロードコードが封入されていた。
本作のシナリオはシリーズで初めて宇宙世紀作品が登場せず、アフターコロニー、コズミック・イラ、西暦、ポスト・ディザスターといった4つの世界観の作品のみで構成されている。

## ヴァンガード系列
トムクリエイト開発の『SDガンダムエモーショナルジャム』のゲームシステムを引き継いだシリーズ。2007年発売の『CROSS DRIVE』を最後に同系列タイトルはリリースされていない。

### SDガンダム GGENERATION GATHER BEAT
『SDガンダム GGENERATION GATHER BEAT』（エスディーガンダム ジージェネレーション ギャザービート）は、2000年7月13日に発売されたワンダースワン用ゲームソフト。
ワンダーウェーブと特製ワッペンを同梱した限定版『WonderWave SPECIAL PACKAGE』も同時発売された。
実質的には『エモーショナルジャム』の続編であり、ゲームシステム面で多くの仕様が流用されている。ワンダーウェーブとPocketStationを介して、『F』に同梱されていた『Action Version』と赤外線通信を行うことができる。モバイルワンダーゲートにも対応しており、携帯電話と接続することで機体やキャラクターのデータをダウンロードできた。
シナリオは、『1st』をベースに、『∀』までの登場キャラクターや機体を加えた「NEO一年戦争」が繰り広げられる。

### SDガンダム GGENERATION GATHER BEAT2
『SDガンダム GGENERATION GATHER BEAT2』（エスディーガンダム ジージェネレーション ギャザービートツー）は、2001年6月14日に発売されたワンダースワンカラー用ゲームソフト。
物語は一年戦争のジャブロー攻防戦から始まり、『Ζ』終盤までのストーリーを他のガンダムシリーズ作品を巻き込んで展開される。前作同様にモバイルワンダーゲートに対応しており、『ΖΖ』と『逆襲のシャア』の追加ステージのデータをダウンロードできたほか、それらをクリアすることでおまけステージ『閃光のハサウェイ』が遊べるようになっていた。

### SDガンダム GGENERATION モノアイガンダムズ
『SDガンダム GGENERATION モノアイガンダムズ』（エスディーガンダム ジージェネレーション モノアイガンダムズ）は、2002年9月26日に発売されたワンダースワンカラー用ゲームソフト。
物語は一年戦争の終盤からグリプス戦役までを舞台としている。明確な主人公がいなかったこれまでの作品と異なり、オリジナルキャラクターであるシグ・ウェドナーを主人公としているのが特徴。また、タイトル通り、ストーリーの中核を担う存在としてモノアイを備えた3機のガンダムタイプMSが登場する。
なお、当時放映開始前であった『ガンダムSEED』から隠し機体としてストライクガンダム（初期稿の中距離戦用装備タイプ）が登場する。また、本作のオリジナル要素として『機動戦士ガンダム C.D.A. 若き彗星の肖像』での少女期のハマーン・カーンが白銀にカラーリングされたエルメス3号機に乗って登場する。

### SDガンダム GGENERATION ADVANCE
『SDガンダム GGENERATION ADVANCE』（エスディーガンダム ジージェネレーション アドバンス）は、2003年11月27日に発売されたゲームボーイアドバンス用ゲームソフト。
予約特典は劇中BGMのサウンドトラック数曲とCGムービー、壁紙データを収録したエクストラディスク「SDガンダム GGENERATION ADVANCE ダブルプレミアムディスク」。ジオン公国軍のエンブレムが印刷された真紅の「ゲームボーイアドバンスSP シャア専用カラー」を同梱した限定版も同時発売された。
物語は『1st』を中心に『ガンダムSEED』までの登場キャラクター・機体が、一年戦争を生き抜くストーリーとなっている。『GATHER BEAT』と同じイベントが多く、同作の実質的なリメイク作品と言える。最終ミッションで登場する最終ボス「グロムリン・フォズィル」は本作オリジナルの機体で3度も復活するため、クリアするには困難が伴う。本作ではファンネル搭載機が優遇されているので、中盤にヤクト・ドーガなどを開発・捕獲してムウ・ラ・フラガ（本作では、空間認識能力はニュータイプという扱い）を乗せて運用させると物語を優位に進めることができた。
発売直前まで『SEED』本編がアニメで放映されていたのもあって冒頭以外はオリジナル展開が多い。最終決戦ではクルーゼがフリーダムに乗って敵として現れ、そのステージをクリア後にフリーダムを鹵獲してキラが搭乗するという展開になっている。なお、ジャスティスガンダムは登場しないため、アスランの搭乗機は最後までイージスガンダムである。
携帯機で発売されたゲームとしては珍しくプロフィールモードも収録されている。

### SDガンダム GGENERATION DS
『SDガンダム GGENERATION DS』（エスディーガンダム ジージェネレーション ディーエス）は、2005年5月26日に発売されたニンテンドーDS用ゲームソフト。
ニンテンドーDS初のガンダムゲームの1作で、『モノアイガンダムズ』のストーリーをアレンジした内容となっており、ジオン側からの視点で描かれている。『モノアイガンダムズ』とは異なり明確な主人公はいないが、『モノアイガンダムズ』のシグ・ウェドナーの他、ディー・トリエルなどの新たなオリジナルキャラクターが登場する。
なお、宇宙世紀ルート（主に『1st』『Ζ』『ΖΖ』など）、平成ガンダムルート（主に『G』『W』『SEED』など）、隠しルートのライバルルート（ジェリド・メサ、トレーズ・クシュリナーダ、ナタル・バジルールなど、原作では敵側のキャラクターを使う）の3つのストーリーが収録されており、様々な軍の視点からIFストーリーを追うことができる。

### SDガンダム GGENERATION CROSS DRIVE
『SDガンダム GGENERATION CROSS DRIVE』（エスディーガンダム ジージェネレーション クロスドライブ）は、2007年8月9日に発売されたニンテンドーDS用ゲームソフト。
予約特典はDSソフトを3本収納できるケース「DSソフト格納庫」。初回版には『ガンダムウォー』の特製プロモカード（RX-78-2ガンダム）が同梱されている。また、アムロ・レイのユニコーンマーク入りのデザインが印刷されたクリスタルホワイトの「ニンテンドーDS Lite νガンダムVer.」を同梱した限定版も同時発売された。当初は5月31日に発売予定だったが延期された。
メモリアルステージが収録され、新システムとしてクロスドライブによる合体攻撃がある。本作には補給ポイントの概念はなく、シナリオはフィオ編とニケア編の2つに分かれる。どちらもグリプス戦役からネオ・ジオン抗争を経て、オリジナルの組織「アイゼンラート」がメインの敵となり、最終的には両ルート共に『DESTINY』のストーリーへと突入する。ステージ数はフィオ編が44、ニケア編が45、『F91』『クロスボーン・ガンダム』などを元にした「エクストラセッション」を加えるとフィオ編、ニケア編ともに52ステージある。操作がほぼタッチペンのみに集約されているのも特徴である。
本作では、システムに、新たにポジション制が導入された。これは前列・中列・後列に機体をタッチペン操作で配置して攻撃するというもの。武器はポジションによって勝手に決定され(前列ならビームサーベル、中列ならビームライフル、
後列ならバズーカといった具合)これまでのシリーズとは異なり、武器をプレイヤーが選択することはできなくなっている。本作より初めて登場したシステムに、合体攻撃の『ツインドライブ』『トリプルドライブ』『クロスドライブ』がある。これは特定の2 - 4機の味方機が特定のフォーメーションを組むことで発動するというもの。なので、本作ではフォーメーションが非常に重要とされる。
本作にはオリジナルロボットは一切登場しない。
しかし、ヴァンガード系列の特徴だったifストーリーが皆無に近く、グリプス戦役以前の作品は随所に「メモリアルセッション」という形で簡潔に触れられているのみである（クリア後に各作品の主人公キャラクターが自軍入りするがストーリーには絡まない）。

#### オリジナルキャラクター（CROSS DRIVE）
本作のオリジナルキャラクターのデザインは電光石火轟が担当。
フィオ・クロフォード
フィオ編の主人公。辺境の資源衛星「L-3」で父ヴィクターと共に静かに暮らしていたが、アイゼンラートの襲撃により父と故郷を失い戦災孤児となる。内気で争い事を好まない内気な性格で、戦闘訓練を受けていないにも関わらず、MS戦闘において高い能力を発揮する。その正体はヴィクターによって人為的に生み出された生体兵器で、フラッシュシステムに対応した高いニュータイプ能力とパイロット技量を持つ。ミオとの出会いにより自らの素性を知って動揺するが、戦いを経て乗り越えることに成功。ミオに自分にとってかけがえのない存在であることを伝え和解する。ミオと絆を強めたことで「レゾナンツ」と呼ばれる共振能力を発動することが可能になった。乗機はジムII、ヴァイエイト、ドレッドノートガンダム（Xアストレイ）。
ニケア
ニケア編の主人公。15歳。天然気味で人懐っこい性格だが、一般常識に欠けており、突飛な言動が多い。アイゼンラートの研究所を脱走、逃走中にライオットによって保護されたが、その際に一部の記憶を喪失する。肉体が半ば機械化されており、生身の部分はほとんど残っていない。その正体はアイゼンラートによって遺伝子操作を施された生体兵器、MDアーキタイプ「インフィニティ」で、生体ゼロシステムとも言える高度なモビルドール指揮能力を持つ。自らの素性を知り、脳に仕込まれた戦術支援システム「ZEROドライブ」を解放させたが、唯一の道標であった父の記憶が作られたものだと知り自我が崩壊してしまう。その後アンフィニと人格を融合させ仲間の元に戻ってからも戦い続けたが、能力を酷使しすぎたその身体は既にボロボロであり、ザフトとの決戦後、限界を迎えて意識を失った。乗機はトールギス ニケア専用機、ウイングガンダムゼロ ニケア専用機。
ミオ(・クロフォード)
フィオ編のもう一人の主人公。フィオと酷似した容姿を持つ少女で、アイゼンラートのパイロットとしてフィオを執拗につけ狙う。その正体はフィオと共にアイゼンラートによって生み出された生体兵器で、ヴィクターに置き去りにされた過去や自身とフィオの境遇の違いに対する嫉妬からフィオに対する強い敵意と自分自身への否定感を抱いていた。フィオと和解を果たしてからはクロフォード姓を名乗る。生み出された時の資質だけでは「レゾナンツ」を使いこなせず、アイゼンラートでは強制的な精神操作による意識の同調が必要とされていたが、2人が人間として生きたことによって解放された。ニケア編の特別演習ではニケアとは異なるセクションの生体兵器としてアークライトらと共に登場する。乗機はトールギス、メリクリウス、ハイペリオンガンダム。
アンフィニ
ニケア編のもう一人の主人公。ニケアのもう一つの人格で、容赦のない厳しい性格。自身を「アンフィニ」と称し、しばしばニケアと差別化しようとする。卓越した戦闘能力を持つが、一般常識に欠けている。ニケアと違って記憶の幾分かは保持していた。ニケアの陰の人格であるかのように思われていたが実際は逆で、アンフィニが抱いていた「普通の女の子になりたい」という想いからニケアの人格が生まれたのだった。彼女の真の素性はジョルジオの長女ニケア・リエラ・ストリンガー（アークライトの妹でシルカことシエラの姉）であった。ニケアが消滅し心の支えを失ったことに耐えられず自我を喪失、アークライトの手駒となってしまう。戦いの中でライオットの呼びかけによって自我を取り戻し、アイゼンラートとの因縁に決着をつける。最終的にニケアと人格を融合させ、ライオットの元に戻った。以降は「ニケア」を名乗る。フィオ編の特別演習では生体兵器「インフィニティ」としてアークライトらと共に登場する。
ライオット・スタンレー
エゥーゴ所属の輸送艦「アルトリウス」の艦長。一年戦争にも参加していたベテラン。ずぼらで楽天的と軍人らしからぬ性格の持ち主で、口癖は「何とかなる」。アーガマへの輸送任務中に2つの救難信号を捕捉し、向かった先でフィオ、あるいはニケアと出会う。フィオ編では何かとフィオのことを気づかったり、ミオがフィオと暮らせるように計らったりと、面倒見のいいところを見せる。しかし面倒事はエミリアに押し付けている。ニケア編では、一年戦争での任務の際、とある少女を殺してしまったことでMSに乗ることを恐れるようになっていた。贖罪の気持ちからニケアに親身に接するも、共に過ごすうちに本心から彼女を想うようになる。連れ去られたニケアを救うためにトラウマを克服し、ゼロシステムを使いこなせるようになったライオットは、システムをリンクさせ彼女の心に触れる。ニケアに想いを打ち明け救出することに成功した。その後もニケアを支え続けた。ニケア編での乗機はトールギスIIIゼロシステム搭載機。
エミリア・スタンレー
ライオットの妹。「アルトリウス」のメカニッククルー兼MSパイロット。生真面目で堅い性格。世話焼きなところがあり、フィオとニケアに対しては頼れるお姉さんとして面倒を見る。フィオ編ではフィオに対して保護欲以上の感情を抱くようになる。ニケア編では、一年戦争でとある連邦軍人に家族を皆殺しにされた過去を持つ。ライオットに引き取られてから偽りの兄妹を演じてきた。過去に引きずられていてはいけないと気づいたエミリアはライオットの背を押して立ち直らせ、本当の兄妹となった。ライオットがパイロットに戻ってからはアルトリウスを引き受けた。乗機はメタス、ジムIII。
ヴィクター・クロフォード
フィオの父。理知的で物静かな性格の技術者で、L-3でフィオと共に暮らしていた。L-3がアイゼンラートの襲撃を受けた際にフィオを逃がそうとし、フェルディナンドによって殺害された。かつてアイゼンラートで生体兵器の開発に携わり、フィオとミオを生み出した。後に2人を連れて脱走しようとするも、フィオしか連れていくことができず、最期の時まで苦悩していた。

#### 登場作品（CROSS DRIVE）
- 機動戦士ガンダム
- 機動戦士Ζガンダム
- 機動戦士ガンダムΖΖ
- 機動戦士ガンダム 逆襲のシャア
- 機動戦士ガンダム0080 ポケットの中の戦争
- 機動戦士ガンダムF91
- 機動戦士ガンダム0083 STARDUST MEMORY
- 機動戦士ガンダム 第08MS小隊
- 機動戦士Vガンダム
- 機動武闘伝Gガンダム
- 新機動戦記ガンダムW
- 新機動戦記ガンダムW Endless Waltz
- 機動新世紀ガンダムX
- ∀ガンダム
- 機動戦士クロスボーン・ガンダム
- ガンダム・センチネル
- 機動戦士ガンダムSEED
- 機動戦士ガンダムSEED DESTINY
- 機動戦士ガンダムSEED ASTRAY
- 機動戦士ガンダムSEED X ASTRAY
- 機動戦士ガンダムSEED C.E.73 STARGAZER

## 携帯電話・スマートフォン用アプリシリーズ
『i』『V』の開発はヴァンガード、『MOBILE』以降の開発はトムクリエイトが担当。

### SDガンダム GGENERATION-i
『SDガンダム GGENERATION-i』（エスディーガンダム ジージェネレーション-アイ）は、2003年4月8日よりmova505i/506i、FOMA210x/70x/90x向けに配信されたiアプリDX用ゲーム。2005年3月18日よりバージョンアップ版の『i2』が、2007年7月10日より『i3』がそれぞれ配信された。
2004年4月14日には、Vアプリ（後のS!アプリ）向けの移植版として、『SDガンダム GGENERATION-V』（エスディーガンダム ジージェネレーション-ブイ）が配信された。このアプリはG型100Kアプリ、H型256Kアプリに対応している一方、3Gには対応していない。

### SDガンダム GGENERATION MOBILE
『SDガンダム GGENERATION MOBILE』（エスディーガンダム ジージェネレーション モバイル）は、2009年8月28日よりFOMA903i以上向けに配信されたiアプリ用ゲーム。

### SDガンダム GGENERATION MOBILE NEXT UNIVERSE
『SDガンダム GGENERATION MOBILE NEXT UNIVERSE』（エスディーガンダム ジージェネレーション モバイル ネクスト ユニバース）は、2010年11月25日よりiアプリ、2011年3月10日よりEZアプリ、同年4月1日よりS!アプリとしてそれぞれ配信されたゲーム。
2012年2月16日よりAndroidへの移植版として『SDガンダム GGENERATION MOBILE NEXT UNIVERSE for Android』がバンダイナムコゲームスの公式アプリマーケット「バナドロイド」で、2012年12月4日よりauスマートパス会員向け専用Android用に『SDガンダム GGENERATION MOBILE NEXT UNIVERSE for auスマートパス』がau Marketでそれぞれ配信された。移植版の内容はどちらも同一。

### SDガンダム GGENERATION TOUCH
『SDガンダム GGENERATION TOUCH』（エスディーガンダム ジージェネレーション タッチ）は、2010年12月15日より配信されたiOS用アプリゲーム。画面のタッチやフリックに操作を集約しているのが特徴。

### SDガンダム GGENERATION FRONTIER
『SDガンダム GGENERATION FRONTIER』（エスディーガンダム ジージェネレーション フロンティア）は、2013年4月11日より配信されたiOS/Android用アプリゲーム。アプリゲームの利点を生かして、同じゲームをプレイする「フレンド」との協力や対戦、期間限定イベントの開催といった要素が取り入れられた。2017年10月26日をもってサービスを終了した。

#### 開発（FRONTIER）
『FRONTIER』の開発に際しては、リアルタイムストラテジー寄りのシステムが組まれた一方、開発や設計など従来シリーズで一般的だった要素も含まれている。

#### 楽曲（FRONTIER）
タイトル画面曲・CMソング「Around the world」
作詞・作曲・歌：BACK-ON

### SDガンダム GGENERATION RE
『SDガンダム GGENERATION RE』（エスディーガンダム ジージェネレーション アールイー）は、2017年7月12日より配信されたiOS/Android用アプリゲーム。他のプレイヤーとのオンライン協力プレイといった要素が実装された。2018年10月30日をもってサービスを終了した。

#### 主題歌（RE）
オープニングテーマ「Tears Cry」
作詞・作曲：黒うさ / 編曲：倉内達矢 / 歌：鈴華ゆう子

### SDガンダム GGENERATION ETERNAL
『SDガンダム GGENERATION ETERNAL』（エスディーガンダム ジージェネレーション エターナル）は、2025年4月16日よりサービス開始のiOS/Android用アプリゲーム。アプリボットとの共同開発。
家庭用作品同様のシミュレーションゲームのシステムを採用。開発やスカウトなど、家庭用相当のシステムを導入しつつ、オート操作など、一部でスマートデバイスに最適化されている。参戦作品や収録シナリオなどはアップデートにより順次追加されていく。

## PCゲームシリーズ

### SDガンダム GGENERATION-DA
『SDガンダム GGENERATION-DA』（エスディーガンダム ジージェネレーション-ディーエー）は、2002年10月31日に発売されたMicrosoft Windows用ゲームソフト。
キャッチコピーは「巨大な敵を　打てよ！打てよ！打てよ！」。本シリーズトムクリエイト系列の、『1st』から『∀』までに登場する機体とキャラクターの『F』までのグラフィックや音声といった素材を流用したタイピングゲームである。
タイピングに登場する問題は全てガンダムシリーズに関連したものであり、『NEO』と連動したGPコードが使用可能。追加問題集を公式サイトからダウンロードすることができた。好きな機体とキャラクターを選んで、各登場作品のストーリーを元に敵機体をタイピングで撃破していくメインのタイピングシチュエーションモードの他に、経験値を積んで機体を強化するタイピングMS開発モードがあり、好成績を収めるごとにキャラクターやMSのアイコンや壁紙、キャラクターボイスやデスクトップキャラクターにスクリーンセーバーなどといった付属のアクセサリーが使用可能になっていく。バトルマッチモードではスコアアタック要素の他に、作成した記録データを電子メールに添付・送信することで間接的に他のプレイヤーと対戦できるタイピングバトルマッチモードがある。

#### 登場作品（DA）
- 機動戦士ガンダム
- 機動戦士ガンダム 第08MS小隊
- 機動戦士ガンダム0080 ポケットの中の戦争
- 機動戦士ガンダム0083 STARDUST MEMORY
- 機動戦士Ζガンダム
- 機動戦士ガンダムΖΖ
- 機動戦士ガンダム 逆襲のシャア
- 機動戦士ガンダムF91
- 機動戦士Vガンダム
- 機動武闘伝Gガンダム
- 新機動戦記ガンダムW
- 新機動戦記ガンダムW Endless Waltz
- 機動新世紀ガンダムX
- ∀ガンダム

## オリジナル設定
本シリーズではゲームオリジナルのモビルスーツ・モビルアーマー・戦艦・キャラクターが多数登場する。ただし一部の設定は原作で没になった案を元にして作成されているなど、完全にオリジナルというわけではないものもある。
それらの機体は宇宙世紀など特定の世界観にも属する機体とそうでない機体に分けられ、前者は既存の機体の改良型やプロトタイプ、量産型、あるいは既存の2つの機体のミッシングリンクという設定であることが多く、『M-MSV』と似ている。なおその大半は少数が生産されただけか、机上のプランで終わり開発されなかったという設定になっている。後者はハロやフェニックスガンダムなど。
ただし、シリーズを重ねるにつれてゲームオリジナルのうち前者に当たる機体が追加されることは少なくなっていった。トムクリエイト系列では『NEO』と『SEED』での初登場のオリジナル機体はゴッド・ハロやピンクハロといったハロのバリエーションのみ、『PORTABLE』ではキャリー・ベースのみ、『SPIRITS』では前者に当たる機体もいくつか追加されたが、『WARS』では「0ガンダム」を除くと後者も含めて新しいオリジナル機体が登場しなかった。しかし、『WORLD』以降は原作シナリオをなぞるモードとは別に作品オリジナルのシナリオを展開するようになり、そちらでは後者にあたるオリジナル機体がいくつか登場した。同様にオリジナルのキャラクターも登場している。
一方のヴァンガード系列は、その架空戦記的なストーリーと相まって、本来のガンダムシリーズでは有り得ない大胆な設定の機体も登場していたが、『CROSS DRIVE』では既存の機体が原作になかった機能や装備を持った例や戦艦を除いて、ゲームオリジナルの機体が一切登場しなかった。

### Gジェネオリジナル設定の例

#### 機動兵器
GN-000 0ガンダム
『WARS』に登場。
月の「ジェネレーション・システム」が最後に送り込む謎の太陽炉搭載型MS。ソレスタルビーイングの第1世代ガンダムである0ガンダム（実戦配備型）に酷似した外見・武装を持つが詳細は不明。
ネメシスR.A.
『3D』に登場。
思念体である「R.A.ニューロ」として復活したリボンズ・アルマークが、自身の搭乗機であるリボーンズガンダムに対してネメシス粒子を媒介に大量のELSを取り込んで変貌させたもので、ELSを自身の脳量子波で操る能力を持つ。外見はリボーンズガンダムの面影は全く無く、銀色の円錐状の物体に2つのフォース・ジェネレーター（球状のエネルギー体）が両隣に浮いている異形の兵器となっている。武装はELSが変化したオールレンジ兵装「ネメシスファング」と「ネメシスファンネル」、MAP兵器「ネメシス・リーダー」。
ガーダー
初出は『GGENERATION』シリーズの前身となる『SDガンダムジェネレーション』。
複数の武装を持つ自動砲台。初代『GGENERATION』から『F.I.F』までのPlayStation作品では『SDガンダムジェネレーション』と同じく本拠地防衛のために配備され、テクニカルレベルを上げていくごとにツヴァイト・ガーダー（2） - エントリヒ・ガーダー（10）と順に強化されていく。『WARS』ではI型（フュンフト・ガーダーに相当）、II型（ノイント・ガーダーに相当）、III型（エントリヒ・ガーダーに相当）の3種類が月の「ジェネレーション・システム」の防衛ユニットとして登場。『WORLD』ではIII型の強化型としてビッグ・ガーダーが新たに登場した。

#### 戦艦
その大半が原作に登場した戦艦の同型艦という扱いのため、外見は単なる色違いで、細かな設定も特にされていない。
キャリー・ベース
『PORTABLE』からのトムクリエイト系列に登場。
オレンジのカラーリングが特徴の練習艦。クラップ級もしくはスペースアーク級に分類されている。
キャリー・ベース2
『CROSS RAYS』におけるキャリー・ベース。宇宙世紀作品が登場しないため、デザインが変更されている。
プロフィールでは「様々な技術が各所に転用されているが各勢力との関連や開発経緯が不明」の万能戦艦とされている。
『CROSS RAYS』では「キャリー・ベース」表記だったが、『ETERNAL』では「キャリー・ベース2」表記となった。
アルトリウス
『CROSS DRIVE』に登場。
ライオット・スタンレーが艦長を務めるエゥーゴの輸送艦。外見はホワイトアークに酷似している。
ELSリーブラ
『OVER WORLD』に登場。
宇宙戦艦リーブラがELSの侵食を受けて変化した。

#### キャラクター
- アキラ・ホンゴウ（声：草尾毅）
- アゼリア・ツィー（声：前田玲奈）
- アリシア・テイル
- アル・アルハザット
- アレン・コー
- イワン・イワノフ（声：広川太一郎〈F〉→森川智之〈SPIRITS - 〉）
- ウッヒ・ミュラー（声：矢部雅史）
- エイブラム・M・ラムザット（声：松本大〈SPIRITS〉→安元洋貴〈WORLD - 〉）
- エターナ・フレイル（声：井上喜久子）
- エリス・クロード（声：渡辺久美子〈ZERO - WARS〉→藤村歩〈WORLD - 〉）
- エリナ・フォロー
- エルフリーデ・シュルツ（声：戸田恵子〈F〉→田中敦子〈SPIRITS - 〉）
- エルンスト・イェーガー（声：檀臣幸）
- オグマ・フレイブ（声：梁田清之）
- カーク・ローレンス
- ガイ
- カスパート・フェイ
- カチュア・リィス（声：かないみか〈F〉→釘宮理恵〈WORLD - 〉）
- カル・クロサワ（声：菊池正美）
- ガルン・ルーファス（声：宇垣秀成）
- ギルバート・タイラー（声：市川治）
- クー・シー（声：前田玲奈）
- クレア・ヒースロー（声：弥生みつき〈ZERO・F〉→川村万梨阿〈NEO・SEED〉→折笠富美子〈SPIRITS - 〉）
- グレイス・マキャモン
- グレッグ・マイン
- ケイ・ニムロッド（声：松井菜桜子）
- ケイン・ダナート（声：矢尾一樹）
- ケネス・キーロワ
- ゴート・ローガン（声：小西克幸）
- コルト・ロングショット
- サエン・コジマ（声：置鮎龍太郎）
- サダニ・アルマーズ（声：木村良平）
- サティ・グリーン
- ジェイド・マークス
- ジェシカ・ラング（声：冬馬由美）
- ジェビー・ジェンキンス
- シェリー・キンバリー
- シェルド・フォーリー（声：関俊彦〈ZERO - WARS〉→水島大宙〈WORLD - 〉）
- ジェフリー・ダイン（声：有本欽隆）
- シス・ミットヴィル（声：長沢美樹）
- シャノン・マシアス（声：勝生真沙子）
- シャポー・チェレンシィ（声：小林優子）
- シャロン・キャンベル（声：松井菜桜子）
- ジャン・フィリス
- ジュウゾー・オハラ（声：下山吉光）
- ジュナス・リアム（声：橋本晃一〈F〉→カシワクラツトム〈NEO - 〉）
- シュン・カスミ
- ショウ・ルスカ
- ジョバンニ・ジョンストン
- スタン・ブルーディ
- ゼノン・ティーゲル（声：秋元羊介）
- ゼフィール・グラード（声：堀秀行）
- ソニア・ヘイン（声：浅野まゆみ）
- ダイス・ロックリー
- ダリス・ファーム
- ディライア・クロウ
- デニス・スナイプ
- デニス・ナパーム（声：玄田哲章）
- デネボラ・シャヒム（声：内田夕夜）
- ドク・ダーム（声：若本規夫）
- トニー・ジーン（声：岸尾だいすけ）
- ドリスト
- トリッシュ・ベネット（声：水谷優子）
- ニードル（声：志賀克也）
- ニール・ザム（声：子安武人）
- ニキ・テイラー（声：佐久間レイ〈ZERO・F〉→鵜飼るみ子〈NEO・SEED〉→佐久間レイ〈SPIRITS - 〉）
- ニック・ラウド
- ニム・ファロン
- ネリィ・オルソン（声：早見沙織）
- ノーラン・ミリガン（声：岡本麻弥）
- バイス・シュート
- バイス・ノートン
- バーツ・ロバーツ（声：戸谷公次）
- パティ・ソープ
- パメラ・スミス（声：荒木香衣）
- ハルト・ランガー
- ハワード・レクスラー
- ハンス・マーキス
- ピース・ケイプ
- ビリー・ブレイズ（声：草尾毅〈ZERO〉→千葉一伸〈NEO・SEED〉→草尾毅〈PORTABLE - WARS〉→中村悠一〈WORLD - 〉）
- フェイ・シーファン
- ブラッド（声：中村秀利）
- ブランド・フリーズ（声：塩沢兼人〈ZERO・F〉→藤田圭宣〈SPIRITS・WORLD〉→津田健次郎〈OVER WORLD - 〉）
- フレイ・リーゼンシュタイン
- フレッド・ナイトスカー
- フローレンス・キリシマ（声：新井里美）
- ベイツ・ガラッド
- マーク・ギルダー（声：井上真樹夫〈ZERO・F〉→堀内賢雄〈NEO・SEED〉→井上真樹夫〈PORTABLE〉→諏訪部順一〈SPIRITS - 〉）
- マリア・オーエンス（声：宮川美保）
- ミリア・パロム
- ミリアム・エリン（声：高橋美佳子）
- ミンミ・スミス（声：神代知衣）
- メルド・ハイフォレスト
- ユリウス・フォン・ギュンター（声：優希比呂）
- ライル・コーンズ
- ラナロウ・シェイド（声：中井和哉）
- ラビニア・クォーツ（声：折笠愛）
- ラ・ミラ・ルナ（声：横山智佐〈F〉→立野香菜子〈SPIRITS・WARS〉→白石涼子〈WORLD - 〉）
- リコル・チュアート（声：伊月ゆい）
- リック・アレンビー
- ルロイ・ギリアム[注 18] / ルーク・ルザート（声：藤本隆行）
- ルナ・シーン（声：相田さやか）
- ルーナ・マナ（声：本多陽子）
- レイチェル・ランサム（声：林原めぐみ〈ZERO - SEED〉→川上とも子〈SPIRITS - 〉）
- レッセル・ミズカ（声：伊藤静）
- レリーレ・アルナイル（声：柿原徹也）
- レンツ・フロスト
- ロディ・ナハト
- ロドリゲス・ミード

## 関連商品
プラモデル
『ZERO』（No.39から『F』）とガンプラとのメディアミックス企画として、1999年6月から2002年1月にかけて展開されたシリーズ。当初発売されたものは過去の「SDガンダム BB戦士」シリーズのキットにオプションパーツを追加したりした仕様変更品だったが、No.29からは新規に金型を起こして制作されたキットが主になった。NO.63まで発売された。
トレーディングカードゲーム
『SDガンダム モビルパワーズ』に次ぐカードダス（カードダスEX・カードダス100）形式で『SDガンダム GGENERATION CARDGAME』（エスディーガンダム ジージェネレーション カードゲーム）が1999年11月からスターターセットとブースター1が、2000年1月にブースター2「ジオンの血脈」、4月に「スターターセット Ver.2」、6月に「SPECIAL PACK ブースター1＆2」が、8月にブースター3が順に発売された。カードに記載されている黒歴史コードは『F』『F.I.F』で使用可能。
フィンガーボード
指で押して遊ぶミニチュアスケートボード『PALM BOARD（hyper gameSシリーズ）』のラインナップに『ZERO』名義で全12種類が発売された。
ボードゲーム
駒となるMS・MAのフィギュアを自動認識するMBT（マイクロビット）システムを採用した対戦型（ソロプレイも可能）ボードゲーム『SDガンダム GGENERATION Digiboard Mission』（エスディーガンダム ジージェネレーション デジボードミッション）が2000年9月に発売された。別売フィギュア5種をセットにした「ブースターセット」もAからFまで2001年までに発売された。
LSIゲーム
画面表示にLCDを用いた電子ゲーム機として、『機動戦士ガンダム』などを題材とした『SDガンダム GGENERATIONPOCKET -0079-』（エスディーガンダム ジージェネレーションポケット 0079）と『新機動戦記ガンダムW』などを題材とした『SDガンダム GGENERATIONPOCKET -OPERATION METEO-』（エスディーガンダム ジージェネレーションポケット オペレーションメテオ）の2種類が2002年3月にそれぞれ発売された。『GGENERATIONPOCKET』間での通信対戦やワンダースワンカラーに通信ケーブルを接続してデータ転送することで、『SDガンダム オペレーションU.C.』で隠しユニットが使用可能になる。
景品フィギュア
『WARS』の発売に合わせたバンプレストのプライズ用景品として、2009年8月6日から『SDガンダム ジージェネレーション 組立式コレクタブルフィギュア』が登場した。第1弾から第4弾まで、『SPIRITS』に登場したユニットを元に全16種類が用意された。
キャラクターくじ
フィギュアやクッション、携帯ストラップなどが当たるバンプレストの一番くじが2014年1月下旬からコンビニエンスストアなどで発売された。『FRONTIER』とのタイアップキャンペーンも展開された。

## 備考
- PlayStation作品ではゲームディスクをオーディオプレーヤーで再生すると、原作キャラクターによるストーリー仕立ての警告メッセージが流れる。